# گزارش فنی ۱ سی‌پلاس‌پلاس
گزارش فنی ۱ سی‌پلاس‌پلاس (به انگلیسی: C++ Technical Report 1 (TR1)) نام رایج ISO/IEC TR 19768، C++ Library Extensions است، که درواقع سندی است که اضافاتی را به کتابخانه استاندارد سی‌پلاس‌پلاس برای استاندارد C++03 پیشنهاد می‌کند. این اضافات، شامل عبارات باقاعده، اشاره‌گرهای هوشمند، جداول درهمک‌سازی و مولدهای اعداد شبه‌تصادفی است. TR1 خودش یک استاندارد نبود، بلکه یک سند پیش‌نویس بود. با این حال، بیشتر پیشنهادهای آن، بخشی از استاندارد رسمی بعدی، C++11 شد. قبل از استانداردسازی C++11، سازندگان از این سند به عنوان راهنما برای ایجاد اکستنشن‌ها استفاده می‌کردند. هدف این گزارش «ایجاد شیوه‌های موجود برای گسترده‌ترسازی کتابخانه استاندارد سی‌پلاس‌پلاس» بود.
این گزارش برای اولین بار به صورت پیش‌نویس در سال ۲۰۰۵ به عنوان پیش‌نویس گزارش فنی در مورد پسوندهای کتابخانه سی‌پلاس‌پلاس منتشر شد، سپس در سال ۲۰۰۷ تحت استاندارد ISO/IEC به عنوان ISO/IEC TR 19768:2007 منتشر گردید.

## بررسی اجمالی
کامپایلرها برای انطباق با استاندارد سی‌پلاس‌پلاس نیازی به گنجاندن اجزای گزارش فنی ۱ نداشتند، زیرا پیشنهادهای TR1 بخشی از خود استاندارد نبودند، فقط مجموعه‌ای از اضافات احتمالی بودند که باید تأیید می‌شدند. با این حال، بیشتر TR1 در کتابخانه بوست در دسترس قرار داشت و چندین توزیع‌کننده کامپایلر/کتابخانه همه یا برخی از مؤلفه‌های TR1 را پیاده‌سازی کرده بودند. TR1 لیست کاملی از موارد اضافه‌شده به C++11 نیست. به عنوان مثال، C++11 شامل یک کتابخانه پشتیبانی Thread است که در TR1 موجود نیست.
اجزای جدید در فضای نام std::tr1 تعریف شدند تا آنها را از کتابخانه استاندارد فعلی متمایز کند.

## اجزاء
گزارش فنی ۱ شامل اجزای زیر است:

### خدمات عمومی
الگوی آداپتور رفرنس – انتقال ارجاعات را به جای کپی، در الگوریتم‌ها یا اشیاء تابع فعال می‌کند. این ویژگی مبتنی بر کتابخانه Boost.Ref بود. یک الگوی آداپتور مرجع از نمونه‌ای از قالب-کلاس reference_wrapper به دست می‌آید. الگوی آداپتور مراجع، مشابه مراجع معمولی ('&') زبان ++C هستند. برای به‌دست آوردن یک الگوی آداپتور مرجع از هر شی از قالب-کلاس ref استفاده می‌شود (برای cref از مرجع ثابت استفاده می‌شود).

ارجاعات Wrapper، بیش از همه برای قالب-توابع مفید هستند، زمانی که کسر آرگومان، مرجعی را استنتاج نمی‌کند (مثلاً هنگام ارسال آرگومان‌ها):
```
#include
 
<iostream>

#include
 
<tr1/functional>

void
 
f
(
int
 
&
r
){
 
++
r
;
 
}

template
 
<
class
 
Funct
,
 
class
 
Arg
>

void
 
g
(
Funct
 
f
,
 
Arg
 
t
)

{

  
f
(
t
);

}

int
 
main
()

{

  
int
 
i
 
=
 
0
;

  
g
(
f
,
 
i
);
                   
// 'g< void(int &r), int >' is instantiated

  
std
::
cout
 
<<
 
i
 
<<
 
"
\n
"
;
      
// Output: 0

  
g
(
f
,
 
std
::
tr1
::
ref
(
i
));
    
// 'g< void(int &r), reference_wrapper<int> >' is instanced

  
std
::
cout
 
<<
 
i
 
<<
 
"
\n
"
;
      
// Output: 1

}

```

اشاره‌گرهای هوشمند - چندین کلاس را اضافه می‌کند که مدیریت طول عمر شیء را در موارد پیچیده ساده می‌کند. سه کلاس اصلی اضافه شده‌است:
- shared_ptr - یک اشاره‌گر هوشمند با شمارشگر مرجع
- weak_ptr – گونه‌ای از shared_ptr که تعداد مراجع را افزایش نمی‌دهد

این پروپوزال بر اساس کتابخانه Boost Smart Point می‌باشد.

### اشیاء تابع
این چهار ماژول به فایل سربرگ <functional> اضافه شدند:
بسته‌بندی تابع چندریختی (function) - می‌تواند هر تابع قابل فراخوانی (اشاره‌گر تابع، اشاره‌گر تابع عضو و اشیاء تابع) را که از امضای فراخوانی تابع مشخصی استفاده می‌کند، ذخیره کند. تایپ، به نوع فراخوانی موردنظر بستگی ندارد. بر اساس Boost.Function
بایندرهای شی تابع (bind) - هر پارامتر می‌تواند پارامترهایی را به اشیاء تابع متصل کند. ترکیب تابع نیز مجاز است. این مورد، یک نسخه کلی از توابع استاندارد std::bind1st و std::bind2nd bind است. این ویژگی بر اساس کتابخانه Boost Bind پیشنهاد داده شد.
انواع بازگشتی تابع (result_of) - نوع عبارت فراخوانی را تعیین می‌کند.
توابع عضو (mem_fn) – بعداً به انواع استاندارد std::mem_fun و std::mem_fun_ref ارتقاء داده شد. به اشاره‌گرهای توابع عضو اجازه می‌دهد تا به عنوان اشیاء تابع در نظر گرفته شوند. بر اساس کتابخانه Boost Mem Fn.

### متاپروگرمینگ و ویژگی‌های نوع
اکنون فایل سربرگ <type_traits> وجود دارد که حاوی بسیاری از متا-قالب‌های صفتی مفید است، مانند is_pod ، has_virtual_destructor ، remove_extent و…. این قابلیت با فعال‌کردن پرس‌وجوها و تبدیل بین انواع مختلف، متاپروگرمینگ را آسان می‌نماید. این پیشنهاد براساس کتابخانه Boost Type Traits است.

### امکانات عددی

#### تولید اعداد تصادفی
- فایل هدر <random> جدید – variate_generator ، mersenne_twister ، poisson_distribution ، و…
- ابزارهایی برای تولید اعداد تصادفی با استفاده از هریک از چندین مولد اعداد شبه‌تصادفی، موتورها و توزیع‌های احتمال

#### توابع ویژه ریاضی
برخی از ویژگی‌های TR1، مانند توابع ویژه ریاضی و برخی از اضافات C99، در پیاده‌سازی Visual C++ TR1 گنجانده نشده‌اند. کتابخانه توابع ویژه ریاضی در C++11 استانداردسازی نشده بود.
- beta ، legendre و… به فایل‌های هدر <cmath> / <math.h> اضافه شده‌اند.

این توابع احتمالاً مورد توجه برنامه‌نویسان در رشته‌های مهندسی و علمی قرار خواهند گرفت.
جدول زیر تمام ۲۳ عملکرد ویژه توصیف شده در TR1 را نشان می‌دهد.
| نام تابع                                           | نمونه اولیه تابع                                            | تعریف ریاضیاتی |
| -------------------------------------------------- | ----------------------------------------------------------- | --- |
| چندجمله‌ای‌های لاگر مرتبط                            | double assoc_laguerre( unsigned n, unsigned m, double x ) ; | {\displaystyle {L_{n}}^{m}(x)=(-1)^{m}{\frac {d^{m}}{dx^{m}}}L_{n+m}(x),{\text{ for }}x\geq 0} |
| توابع وابسته لژاندر                                | double assoc_legendre(unsigned l, unsigned m, double x) ;   | {\displaystyle {P_{l}}^{m}(x)=(1-x^{2})^{m/2}{\frac {d^{m}}{dx^{m}}}P_{l}(x),{\text{ for }}x\geq 0} |
| تابع بتا                                           | double beta(double x, double y) ;                           | {\displaystyle \mathrm {B} (x,y)={\frac {\Gamma (x)\Gamma (y)}{\Gamma (x+y)}}} |
| نوع اول انتگرال بیضوی                              | double comp_ellint_1(double k) ;                            | {\displaystyle K(k)=F\left(k,\textstyle {\frac {\pi }{2}}\right)=\int _{0}^{\frac {\pi }{2}}{\frac {d\theta }{\sqrt {1-k^{2}\sin ^{2}\theta }}}} |
| نوع دوم انتگرال بیضوی                              | double comp_ellint_2(double k) ;                            | {\displaystyle E\left(k,\textstyle {\frac {\pi }{2}}\right)=\int _{0}^{\frac {\pi }{2}}{\sqrt {1-k^{2}\sin ^{2}\theta }}\;d\theta } |
| نوع سوم انتگرال بیضوی                              | double comp_ellint_3(double k, double nu) ;                 | {\displaystyle \Pi \left(\nu ,k,\textstyle {\frac {\pi }{2}}\right)=\int _{0}^{\frac {\pi }{2}}{\frac {d\theta }{(1-\nu \sin ^{2}\theta ){\sqrt {1-k^{2}\sin ^{2}\theta }}}}} |
| توابع فراهندسی متقابل                              | double conf_hyperg(double a, double c, double x) ;          | {\displaystyle F(a,c,x)={\frac {\Gamma (c)}{\Gamma (a)}}\sum _{n=0}^{\infty }{\frac {\Gamma (a+n)x^{n}}{\Gamma (c+n)n!}}} |
| توابع منظم استوانه‌ای اصلاح شده بسل                 | double cyl_bessel_i(double nu, double x) ;                  | {\displaystyle I_{\nu }(x)=i^{-\nu }J_{\nu }(ix)=\sum _{k=0}^{\infty }{\frac {(x/2)^{\nu +2k}}{k!\;\Gamma (\nu +k+1)}},{\text{ for }}x\geq 0} |
| نوع اول توابع استوانه‌ای بسل                        | double cyl_bessel_j(double nu, double x) ;                  | {\displaystyle J_{\nu }(x)=\sum _{k=0}^{\infty }{\frac {(-1)^{k}\;(x/2)^{\nu +2k}}{k!\;\Gamma (\nu +k+1)}},{\text{ for }}x\geq 0} |
| توابع نامنظم استوانه‌ای اصلاح شده بسل               | double cyl_bessel_k(double nu, double x) ;                  | {\displaystyle {\begin{aligned}K_{\nu }(x)&=\textstyle {\frac {\pi }{2}}i^{\nu +1}{\big (}J_{\nu }(ix)+iN_{\nu }(ix){\big )}\\&={\begin{cases}\displaystyle {\frac {I_{-\nu }(x)-I_{\nu }(x)}{\sin \nu \pi }},&{\text{for }}x\geq 0{\text{ and }}\nu \notin \mathbb {Z} \\[10pt]\displaystyle {\frac {\pi }{2}}\lim _{\mu \to \nu }{\frac {I_{-\mu }(x)-I_{\mu }(x)}{\sin \mu \pi }},&{\text{for }}x<0{\text{ and }}\nu \in \mathbb {Z} \\\end{cases}}\end{aligned}}} |
| توابع نویمان استوانه‌ای نوع دوم توابع استوانه‌ای بسل | double cyl_neumann(double nu, double x) ;                   | {\displaystyle N_{\nu }(x)={\begin{cases}\displaystyle {\frac {J_{\nu }(x)\cos \nu \pi -J_{-\nu }(x)}{\sin \nu \pi }},&{\text{for }}x\geq 0{\text{ and }}\nu \notin \mathbb {Z} \\[10pt]\displaystyle \lim _{\mu \to \nu }{\frac {J_{\mu }(x)\cos \mu \pi -J_{-\mu }(x)}{\sin \mu \pi }},&{\text{for }}x<0{\text{ and }}\nu \in \mathbb {Z} \\\end{cases}}} |
| نوع اول انتگرال بیضوی ناقص                         | double ellint_1(double k, double phi) ;                     | {\displaystyle F(k,\phi )=\int _{0}^{\phi }{\frac {d\theta }{\sqrt {1-k^{2}\sin ^{2}\theta }}},{\text{ for }}\left\|k\right\|\leq 1} |
| نوع دوم انتگرال بیضوی ناقص                         | double ellint_2(double k, double phi) ;                     | {\displaystyle \displaystyle E(k,\phi )=\int _{0}^{\phi }{\sqrt {1-k^{2}\sin ^{2}\theta }}d\theta ,{\text{ for }}\left\|k\right\|\leq 1} |
| نوع سوم انتگرال بیضوی ناقص                         | double ellint_3(double k, double nu, double phi) ;          | {\displaystyle \Pi (k,\nu ,\phi )=\int _{0}^{\phi }{\frac {d\theta }{\left(1-\nu \sin ^{2}\theta \right){\sqrt {1-k^{2}\sin ^{2}\theta }}}},{\text{ for }}\left\|k\right\|\leq 1} |
| انتگرال نمایی                                      | double expint(double x) ;                                   | {\displaystyle {\mbox{E}}i(x)=-\int _{-x}^{\infty }{\frac {e^{-t}}{t}}\,dt} |
| چندجمله‌ای‌های هرمیت                                 | double hermite(unsigned n, double x) ;                      | {\displaystyle H_{n}(x)=(-1)^{n}e^{x^{2}}{\frac {d^{n}}{dx^{n}}}e^{-x^{2}}\,\!} |
| سری فوق هندسی                                      | double hyperg(double a, double b, double c, double x) ;     | {\displaystyle F(a,b,c,x)={\frac {\Gamma (c)}{\Gamma (a)\Gamma (b)}}\sum _{n=0}^{\infty }{\frac {\Gamma (a+n)\Gamma (b+n)}{\Gamma (c+n)}}{\frac {x^{n}}{n!}}} |
| چندجمله‌ای‌های لاگر                                  | double laguerre(unsigned n, double x) ;                     | {\displaystyle L_{n}(x)={\frac {e^{x}}{n!}}{\frac {d^{n}}{dx^{n}}}\left(x^{n}e^{-x}\right),{\text{ for }}x\geq 0} |
| چندجمله‌ای‌های لژاندر                                | double legendre(unsigned l, double x) ;                     | {\displaystyle P_{l}(x)={1 \over 2^{l}l!}{d^{l} \over dx^{l}}(x^{2}-1)^{l},{\text{ for }}\left\|x\right\|\leq 1} |
| تابع زتای ریمان                                    | double riemann_zeta(double x) ;                             | {\displaystyle \mathrm {Z} (x)={\begin{cases}\displaystyle \sum _{k=1}^{\infty }k^{-x},&{\text{for }}x>1\\[10pt]\displaystyle 2^{x}\pi ^{x-1}\sin \left({\frac {x\pi }{2}}\right)\Gamma (1-x)\zeta (1-x),&{\text{for }}x<1\\\end{cases}}} |
| نوع اول از توابع بسل کروی                          | double sph_bessel(unsigned n, double x) ;                   | {\displaystyle j_{n}(x)={\sqrt {\frac {\pi }{2x}}}J_{n+1/2}(x),{\text{ for }}x\geq 0} |
| توابع وابسته کروی لژاندر                           | double sph_legendre(unsigned l, unsigned m, double theta) ; | {\displaystyle Y_{l}^{m}(\theta ,0){\text{ where }}Y_{l}^{m}(\theta ,\phi )=(-1)^{m}\left[{\frac {(2l+1)}{4\pi }}{\frac {(l-m)!}{(l+m)!}}\right]^{1 \over 2}P_{l}^{m}(\cos \theta )e^{\mathrm {i} m\phi },{\text{ for }}\|m\|\leq l} |
| توابع کروی نویمان نوع دوم از توابع بسل کروی        | double sph_neumann(unsigned n, double x) ;                  | {\displaystyle n_{n}(x)=\left({\frac {\pi }{2x}}\right)^{\frac {1}{2}}N_{n+{\frac {1}{2}}}(x),{\text{ for }}x\geq 0} |

هر تابع دو نوع دیگر دارد. اضافه کردن پسوند " f " یا " l " به نام تابع، تابعی را به دست می‌دهد که به ترتیب بر روی مقادیر long double float یا طولانی عمل می‌کند. مثلا:
```
float
 
sph_neumannf
(
unsigned
 
n
,
 
float
 
x
)
 
;

long
 
double
 
sph_neumannl
(
unsigned
 
n
,
 
long
 
double
 
x
)
 
;

```

### ظروف

#### انواع تاپل
- فایل سربرگ جدید <tuple>
- بر اساس کتابخانه Boost Tuple[۷]
- به‌طور مبهم یک اکستنشن استاندارد std::pair است
- مجموعه عناصر با اندازه ثابت که ممکن است انواع مختلفی داشته باشند

#### آرایه با اندازه ثابت
- فایل سربرگ <array> جدید – array
- برگرفته از کتابخانه Boost Array[۸]
- برخلاف انواع آرایه پویا مانند std::vector

#### جداول هش (درهم‌سازی)
- سربرگ‌های <unordered_set> و <unordered_map> جدید
- آنها کلاس‌های unordered_set ، unordered_multiset ، unordered_map و unordered_multimap را به ترتیب مشابه set ، multiset ، map و multimap پیاده‌سازی می‌کنند.
  - متأسفانه، unordered_set و unordered_multiset را نمی‌توان با set_union ، set_intersection ، set_difference ، set_symmetric_difference  استفاده کرد و includes توابع کتابخانه استاندارد است که برای set و multiset کار می‌کند.
- پیاده‌سازی جدید، از کتابخانه خاصی مشتق نشده‌است، API به‌طور کامل با کتابخانه‌های موجود سازگار نیست
- مانند همه جداول هش، اغلب جستجوی زمان ثابت عناصر را ارائه می‌دهند، اما بدترین حالت می‌تواند در اندازه ظرف خطی باشد.

### عبارات باقاعده
- فایل هدر <regex> جدید – regex ، regex_match ، regex_search ، regex_replace ، و…
- بر اساس کتابخانه Boost RegEx[۹]
- کتابخانه تطبیق الگو

### سازگاری با C
سی‌پلاس‌پلاس به گونه‌ای طراحی شده‌است که با زبان برنامه‌نویسی C سازگار باشد، اما به دلیل استانداردهای متفاوت، زیرمجموعه خاصی از C نیست. TR1 سعی می‌کند برخی از این تفاوت‌ها را از طریق افزودن سرصفحه‌های مختلف در کتابخانه سی‌پلاس‌پلاس، مانند <complex>، <locale>، <cmath> و… تطبیق دهد. این تغییرات به تطابق بیشتر سی‌پلاس‌پلاس با نسخه C99 استاندارد C کمک می‌کند (همه قسمت‌های C99 در TR1 گنجانده نشده‌اند).

## گزارش فنی ۲
در سال ۲۰۰۵، درخواستی برای پیشنهادها برای یک TR2 با تمرکز ویژه بر روی Unicode, XML/HTML، شبکه و قابلیت استفاده برای برنامه‌نویسان تازه‌کار انجام شد. فراخوان TR2 برای پروپوزال‌ها
برخی از پیشنهادها شامل اینها بودند:
- نخ‌ها
- کتابخانه Asio (شبکه).
- سیگنال/اسلات - [پیشنهاد sigc برای استانداردسازی در کتابخانه C++ TR2]
- کتابخانه فایل‌سیستم - کتابخانه فایل‌سیستم برای TR2 – بر اساس کتابخانه بوست سیستم‌فایل، برای پرس‌وجو/ دستکاری مسیرها، فایل‌ها و دایرکتوری‌ها.
- کتابخانه Boost Any - پیشنهاد کتابخانه Boost Any برای TR2
- کتابخانه تبدیل واژگانی برای TR2
- الگوریتم‌های رشته‌ای جدید در TR2
- به سوی تاکسونومی کامل‌تر از ویژگی‌های جبری برای کتابخانه‌های عددی در TR2 ISO/IEC JTC1/SC22/WG21 - مقالات ۲۰۰۸
- افزودن جستجوی مقایسه ناهمگن به ظروف associative برای TR2

پس از صدور فراخوان برای پیشنهادهای TR2، رویه‌های ISO تغییر کرد، بنابراین TR2 وجود نخواهد داشت. در عوض، بهبودهای سی‌پلاس‌پلاس در تعدادی از مشخصات فنی منتشر خواهد شد. برخی از پیشنهادهای ذکر شده در بالا قبلاً در استاندارد سی‌پلاس‌پلاس یا در نسخه‌های پیش‌نویس مشخصات فنی گنجانده شده‌اند.